# 水罐

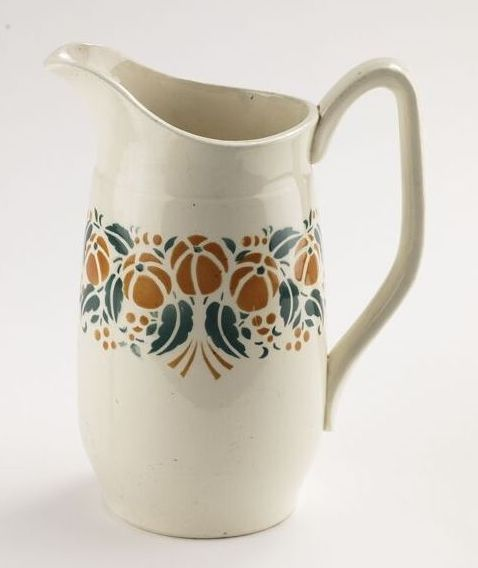
一個法國製的陶瓷水罐

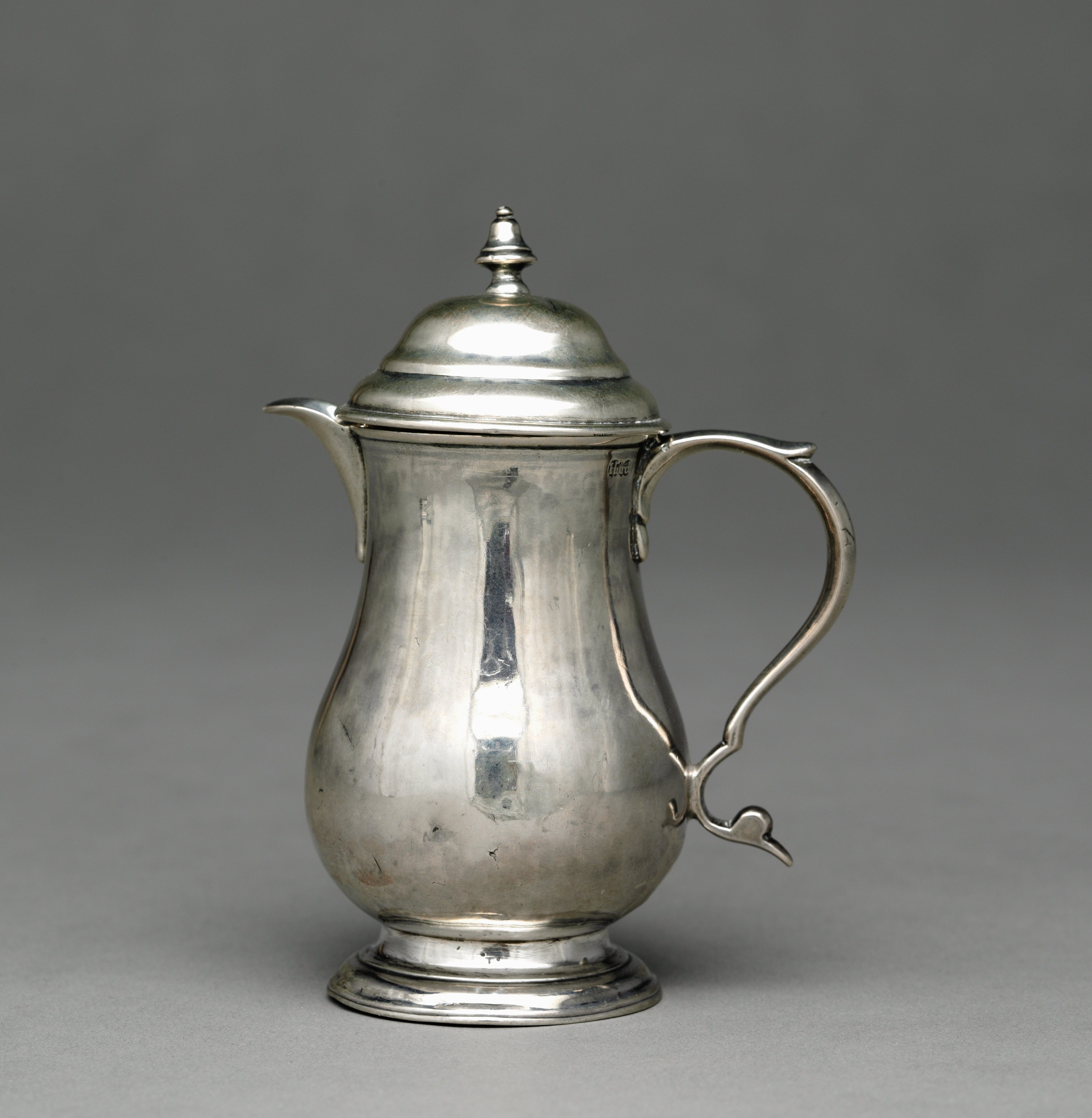
一個1735年製的銀製有蓋水罐，用於盛裝奶油，現存於美國克利夫蘭藝術博物館

水罐是一種常用於盛裝液體的容器。它有一個用於裝入液體的開口，此開口有時會設計為狹窄的喉部。有的水罐會擁有把手、傾倒口或是蓋子的設計。古代的水罐都是由金屬、陶瓷或玻璃製成的，現代則開始使用塑膠製作水罐。
在英式英語中，水罐是用來盛裝可飲用液體的容器，例如啤酒、水還是軟性飲料； 牛奶等的包裝類型不稱為水罐。而在北美英語中，這些用於桌面的水罐則通常被稱為Pitcher。古代英語中則使用Ewer來統稱各種類型的水罐。
根據各地文化、個人喜好等，有些其他類型的容器也被稱為水罐。例如某些擁有窄喉部和把手的瓶子就常被稱為水罐。

## 英語詞源
英語中水罐這個詞最早在15世紀後期出現，當時被記錄為jugge 或jubbe。它起源不明，但可能來自該時期的女僕名，例如Joan 或是 Judith兩種英文名轉化而來。

## 使用於酒吧的水罐
在某些國家，例如紐西蘭和澳大利亞，“jug”是指裝滿兩品脫（剛好超過一公升）啤酒的塑膠容器，它通常與一個或多個用來飲用啤酒的小玻璃杯一起供應。但在一些學生酒吧中，有時則不會附上分裝用的小玻璃杯，而讓顧客直接從啤酒罐裡喝啤酒。在美國則稱這種啤酒罐為pitcher，但不同之處在於美式啤酒罐很少小於一公升，通常容量介於 64 到 128 美製液量盎司之間，大約為2～4公升。而pitcher這個詞在紐西蘭和澳大利亞，則代表又更大的啤酒罐。
在英國的某些地區的酒吧，顧客可以選擇普通大小的啤酒或是1品脫（20英製液量盎司）的大杯啤酒，這種大杯啤酒會被稱為“jug”或是“tankard”。

## 作為樂器

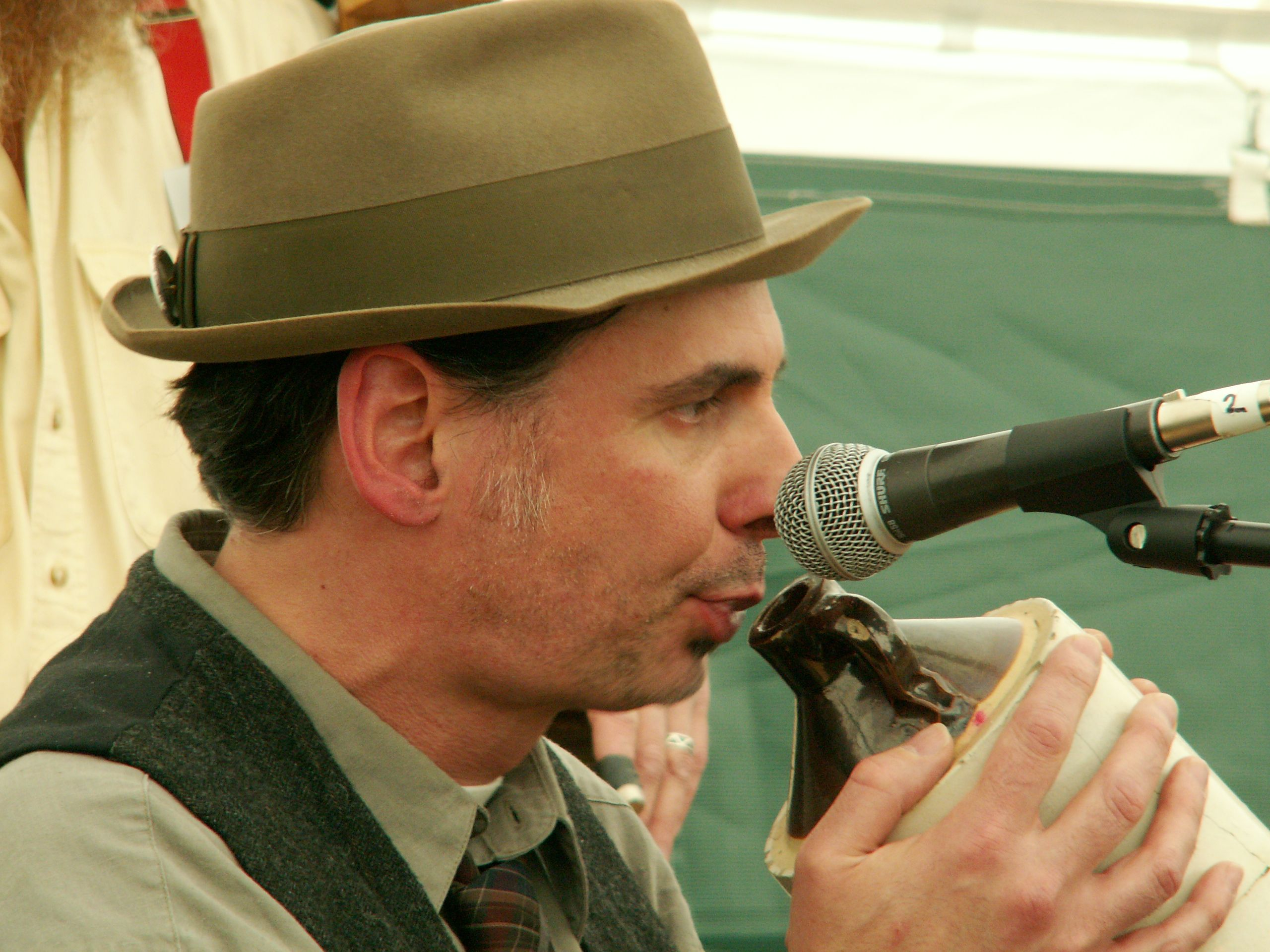
一個表演者正在吹奏水罐

在美國民間音樂中，水罐（通常是用來盛裝威士忌的炻器）有時會當成樂器使用，借由抿起的嘴唇，對著罐口吹奏以產生類似長號的音調。它通常是即興瓶罐樂隊的一部分。

## 圖片
下列容器在英語中常常被稱為水罐（jug）。

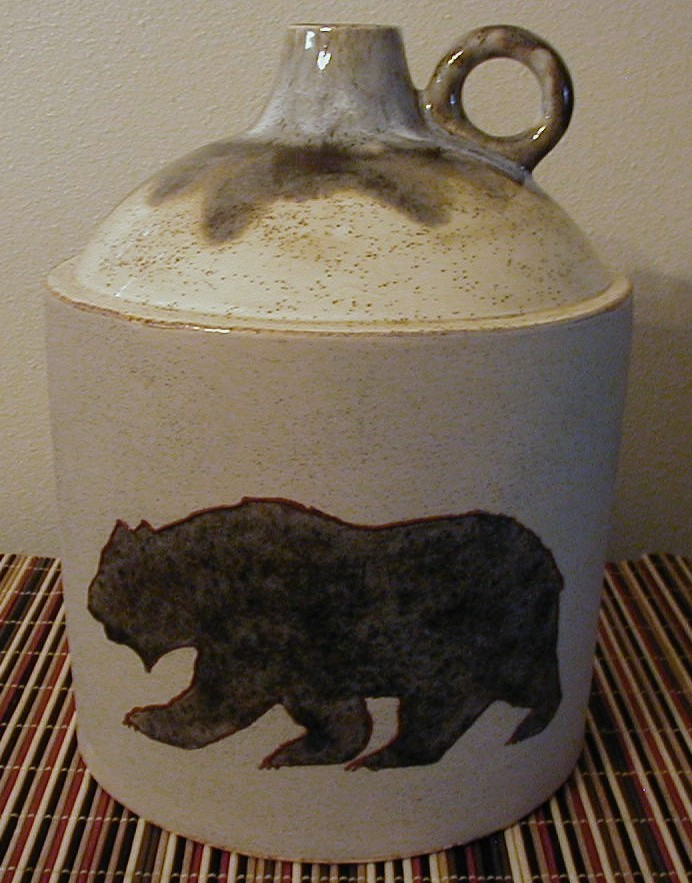
盛裝威士忌的炻器
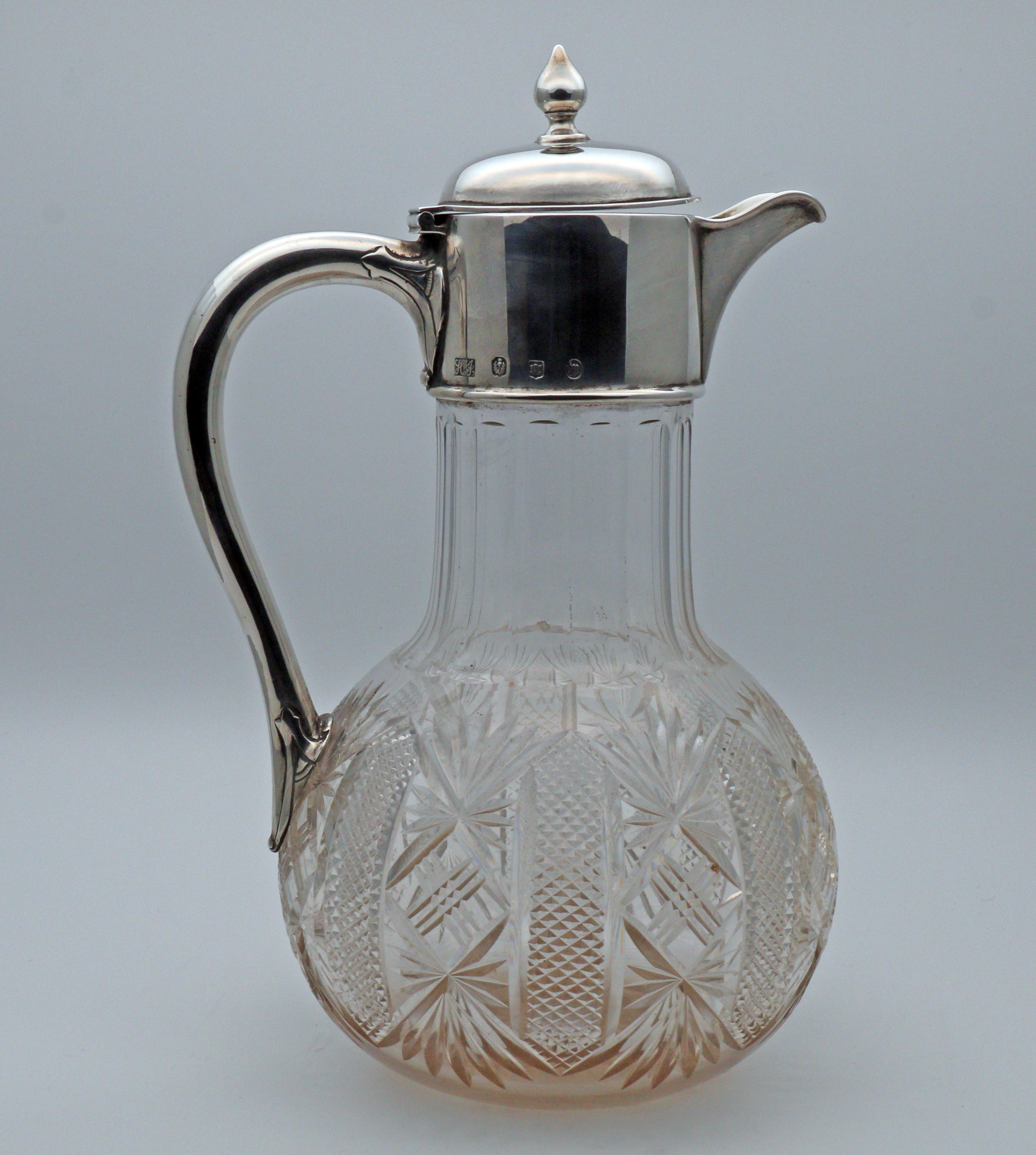
Hamilton and Inches出品的銀製玻璃酒罐，1902年製作於愛丁堡
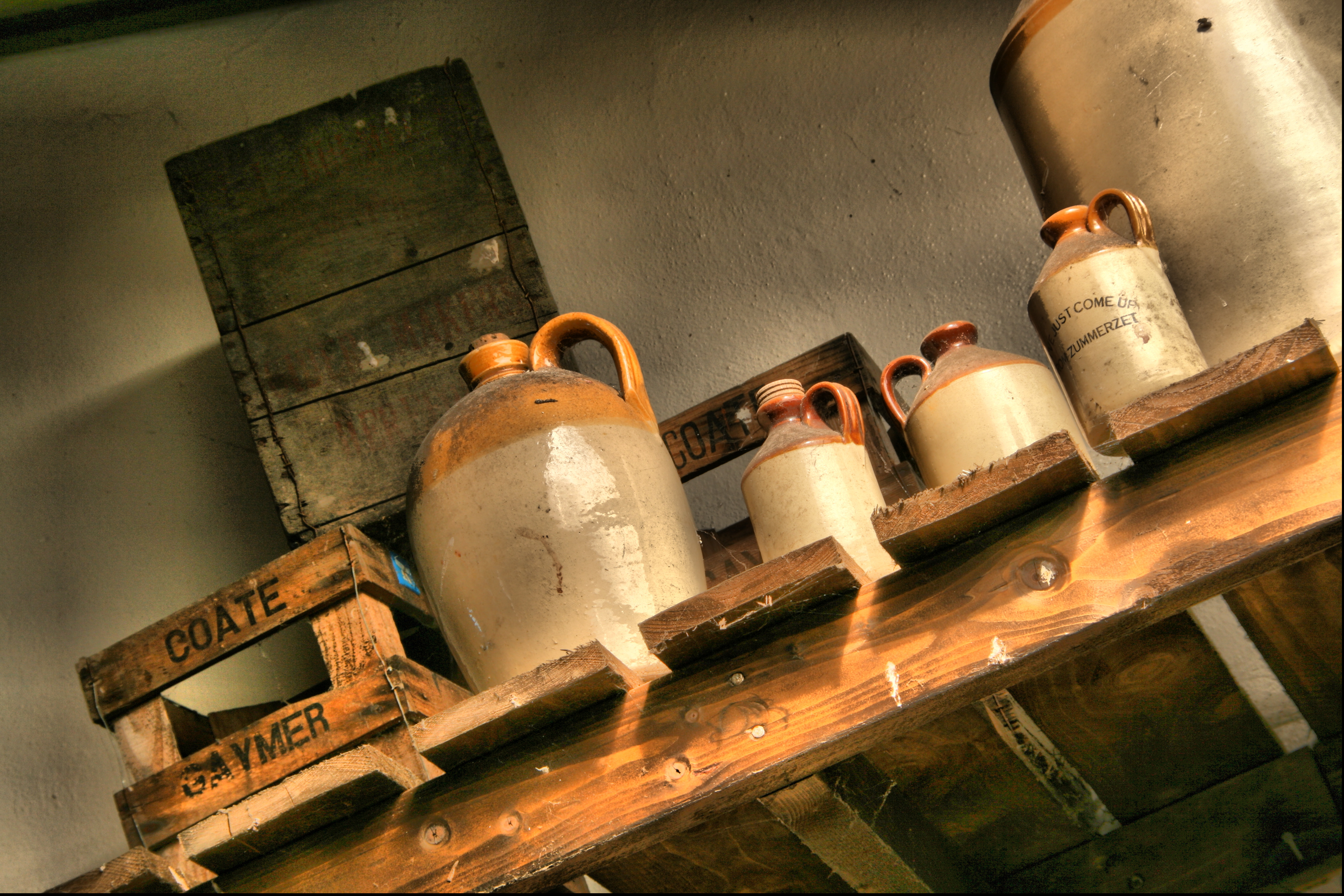
盛裝蘋果酒的水罐，攝於英國索美塞特郡
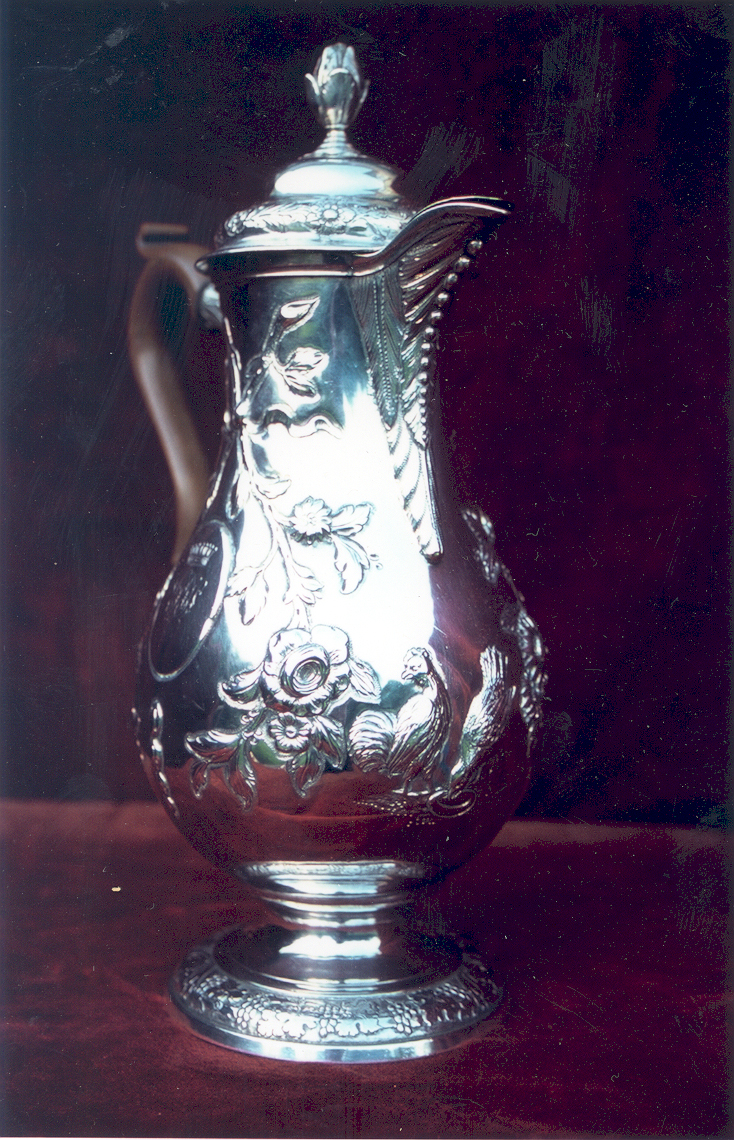
銀製水罐，1770於都柏林製作,設計成擁有較高底座的咖啡壺形狀
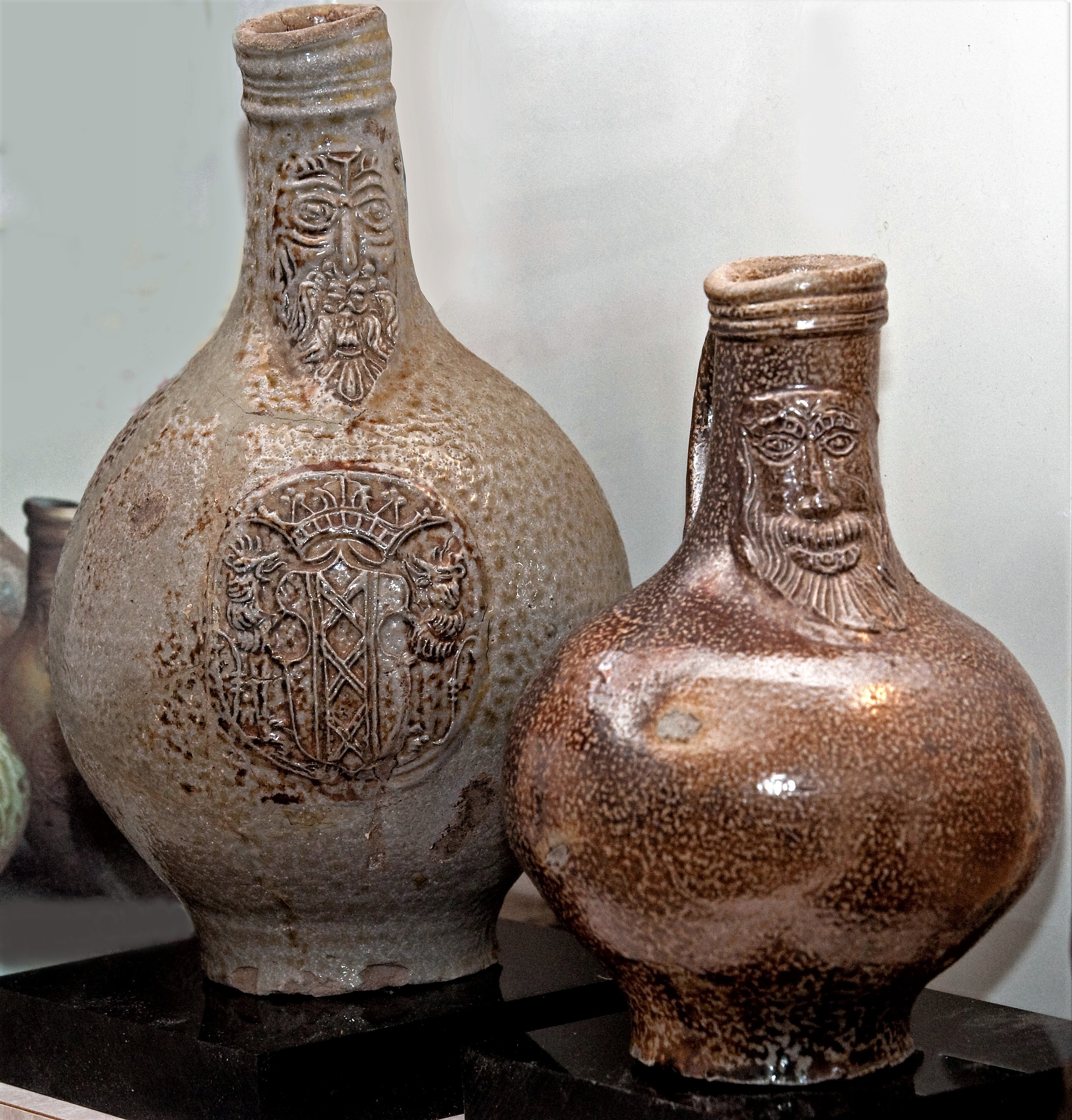
兩個17世紀製作的德國 巴特曼水罐（英语：Bartmann jug）
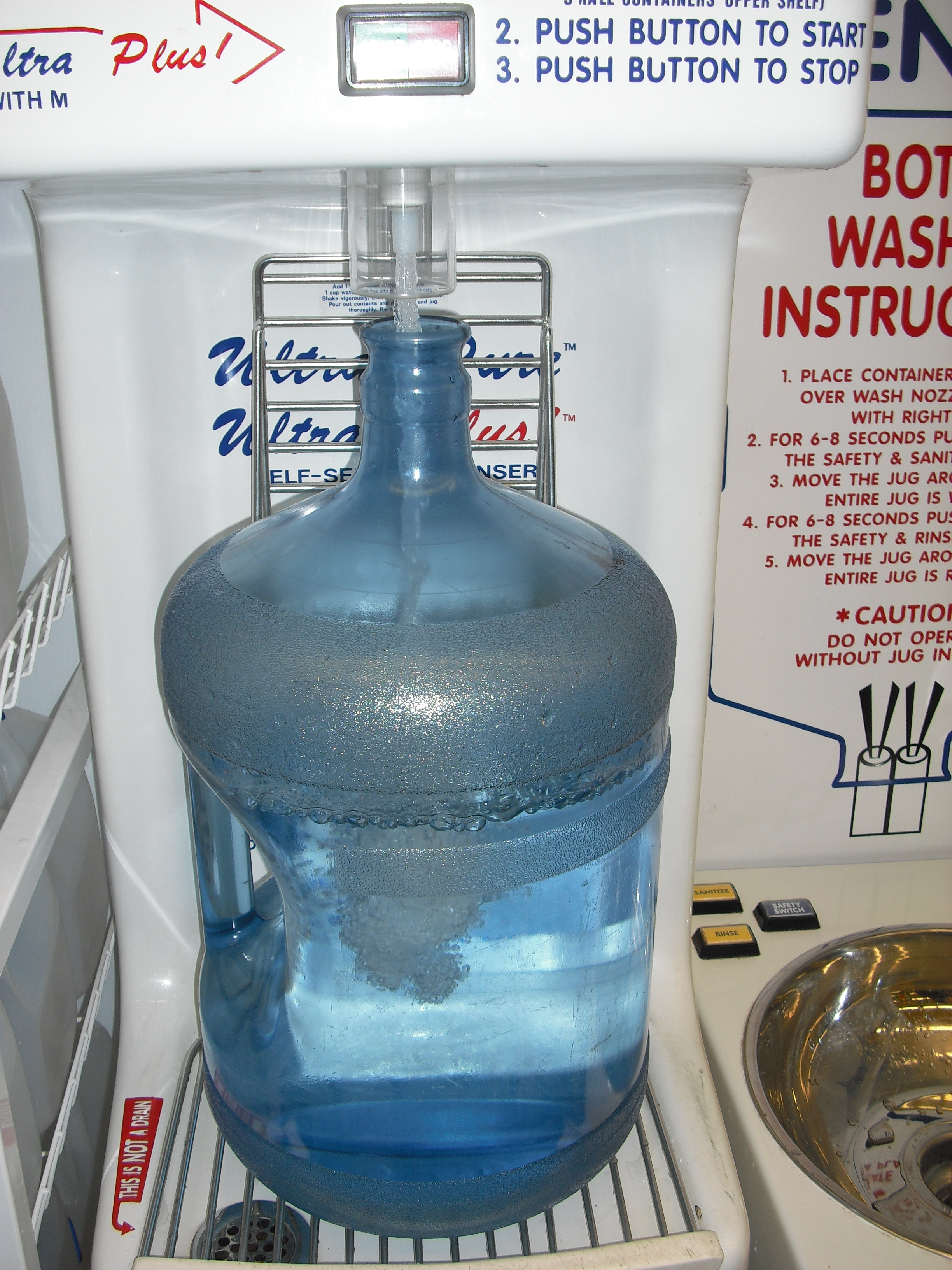
18公升的塑膠水罐
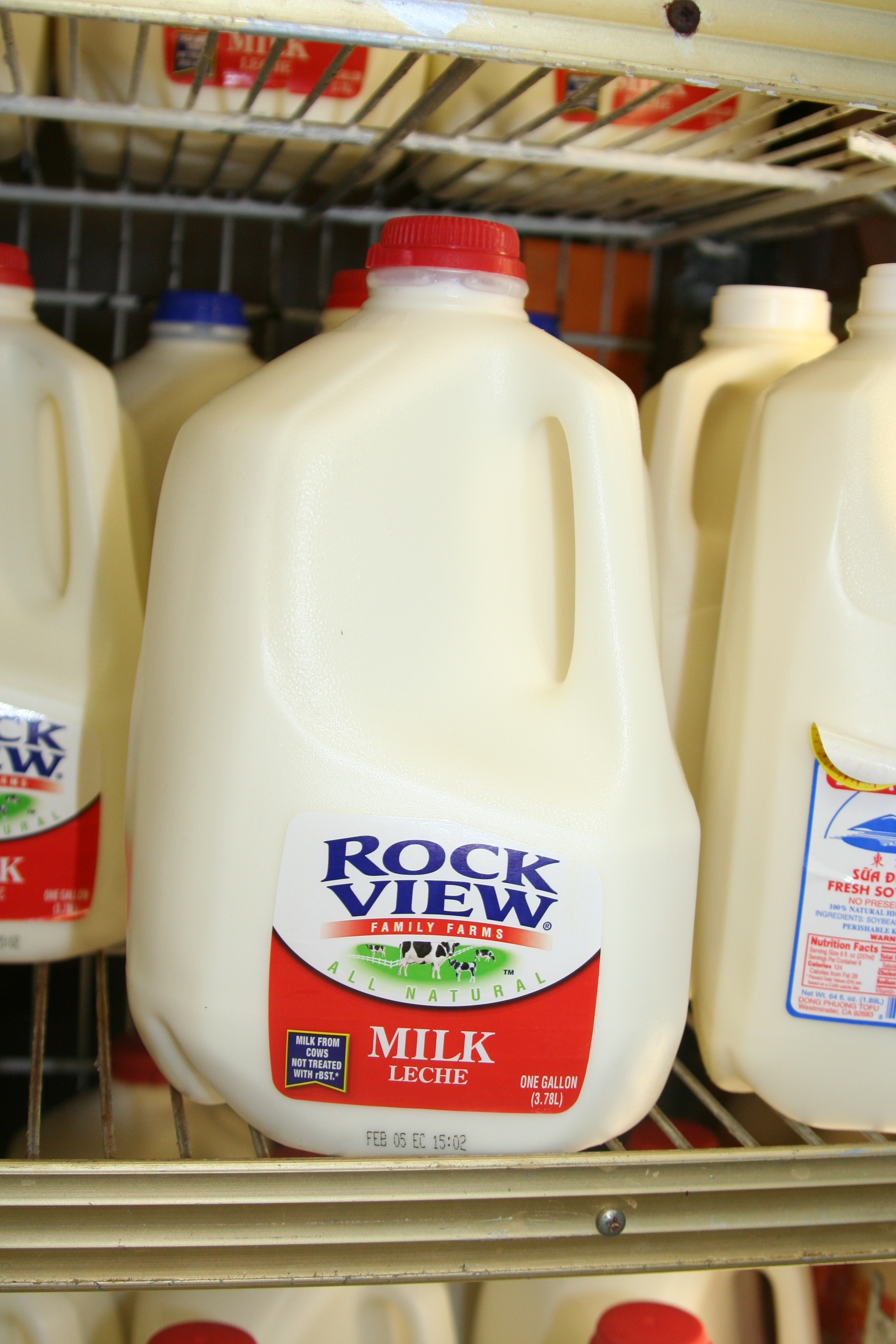
吹塑塑膠牛奶瓶；在美國有時被稱為“牛奶罐”（milk jug）
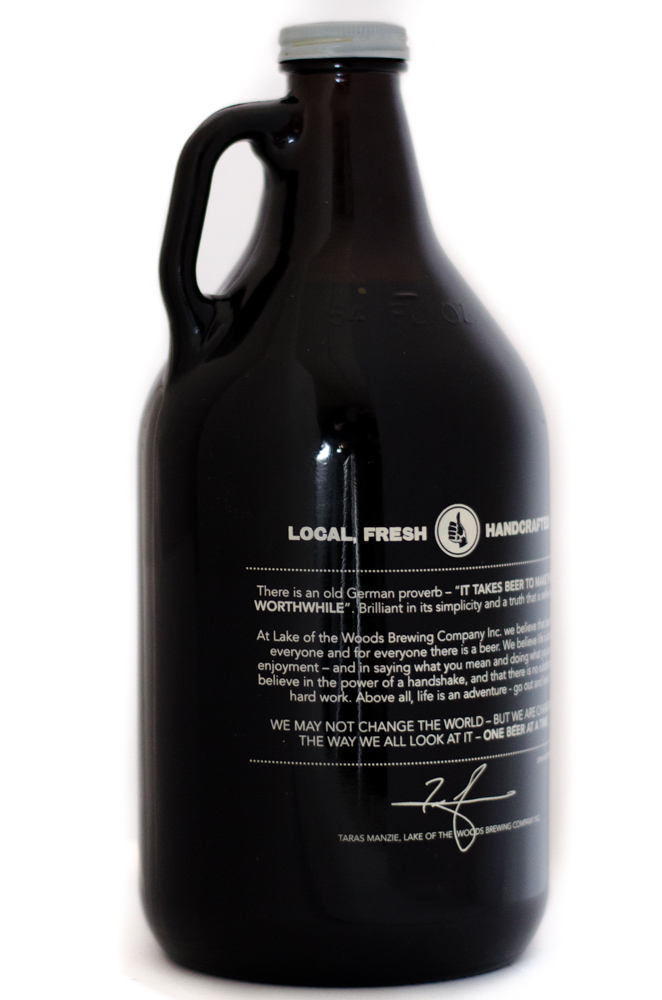
盛裝啤酒的水罐
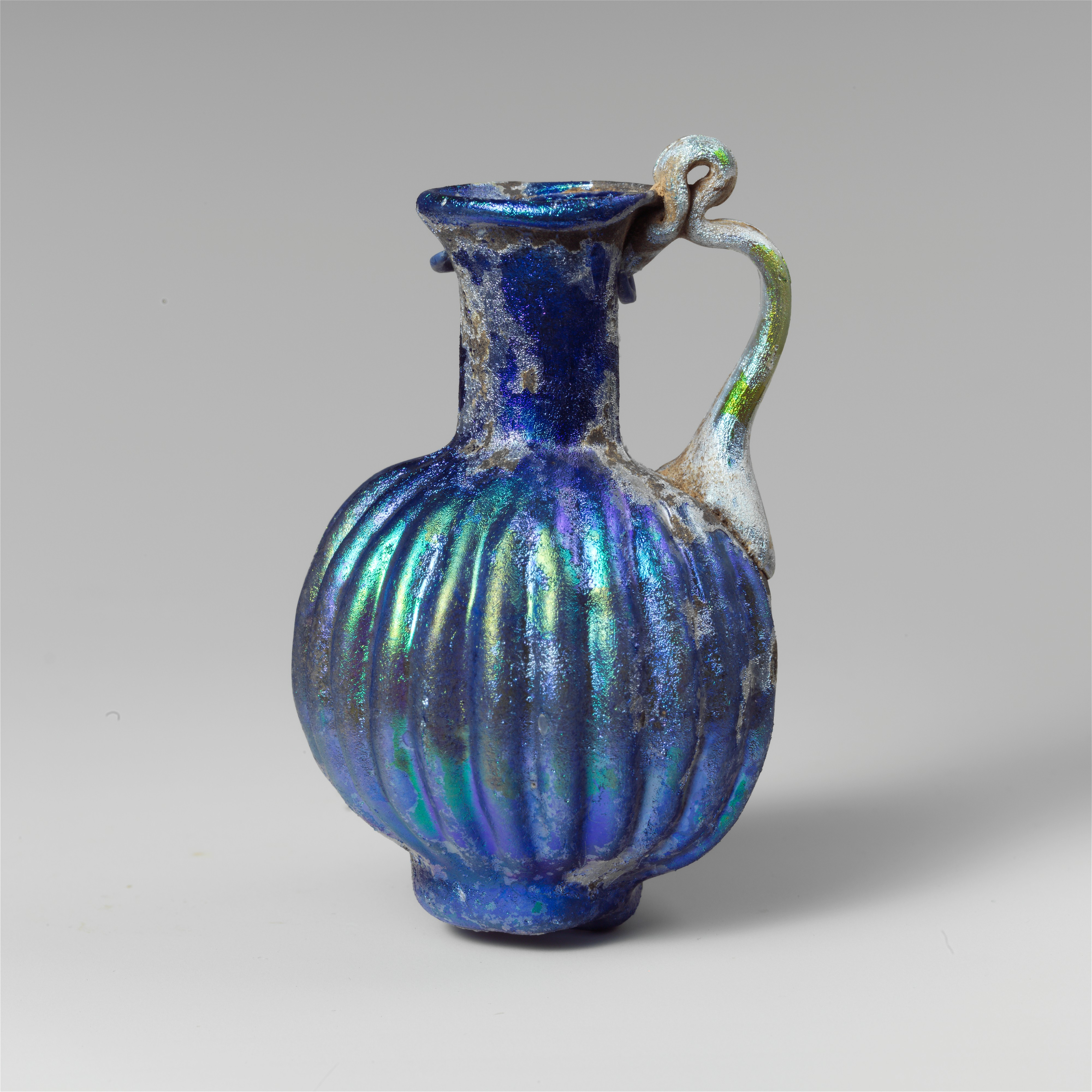
帶有垂直花紋的羅馬玻璃水罐，製作於公元1世紀下半葉
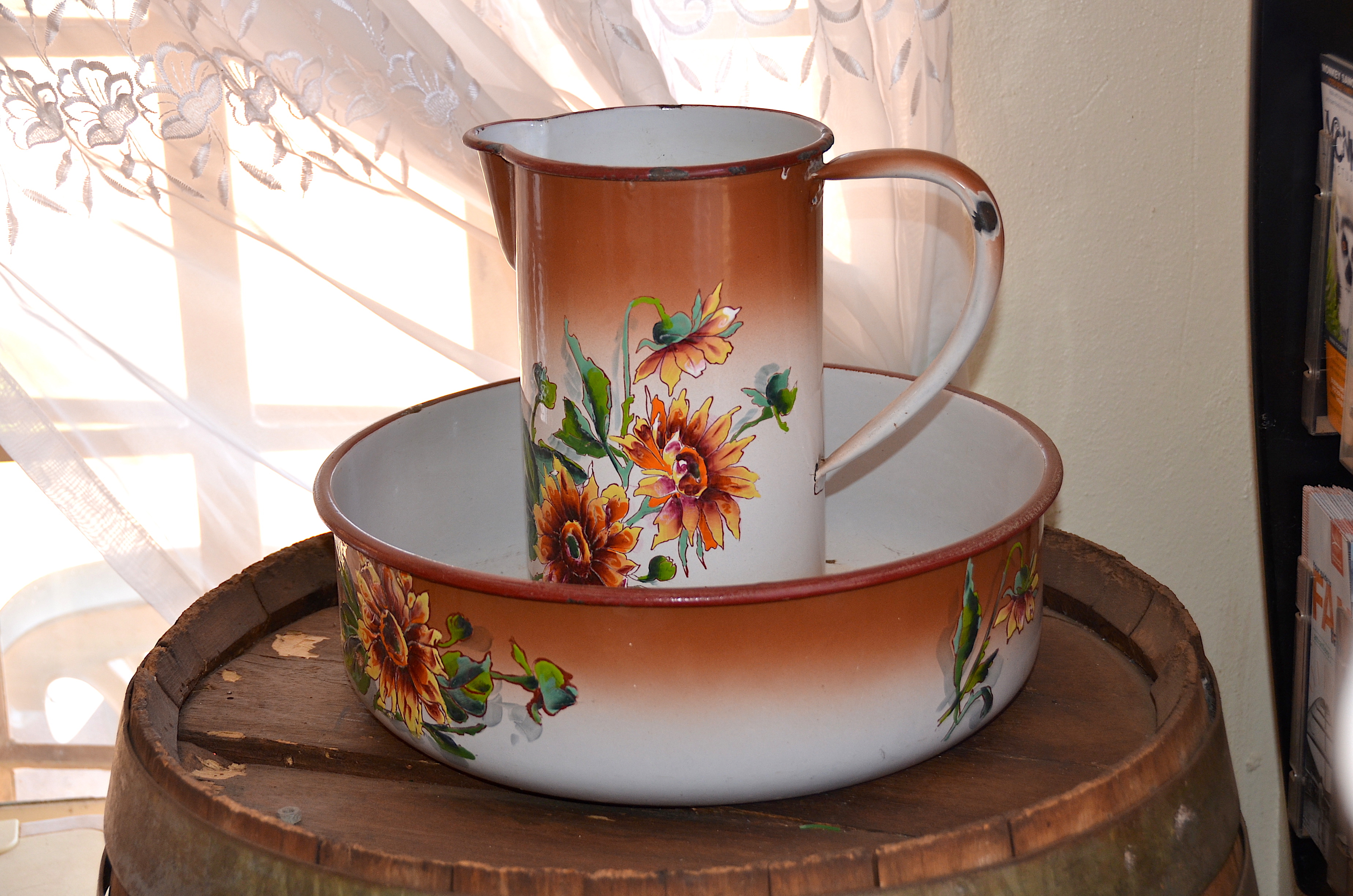
搪瓷盥洗盆和水罐
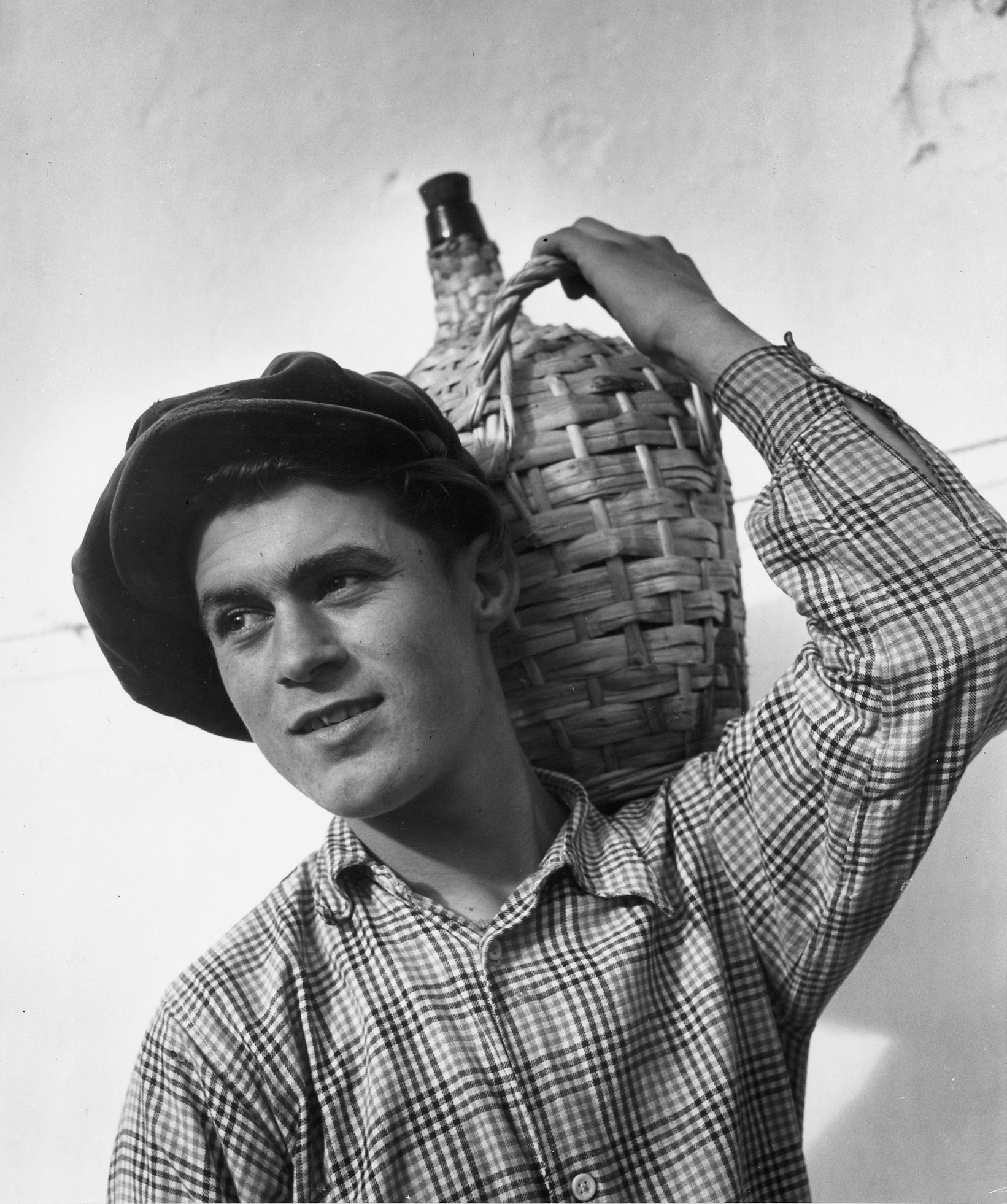
扛著水罐的男人，1950年攝於葡萄牙

## 外部連結
. . 1920.